# كارلوس غونزاليس (لاعب كرة قدم بيروي)
كارلوس غونزاليس (20 ديسمبر 1989 في بيرو - ) (بالإسبانية: Carlos Jairsinho Gonzales Ávalos)‏ هو مدرب كرة قدم ولاعب كرة قدم بيروفي في مركز الهجوم. شارك مع منتخب بيرو لكرة القدم. أما مع النوادي، فقد لعب مع أليانزا ليما ونادي سبورتينغ كريستال ونادي أياكوتشو.

## وصلات خارجية
- كارلوس غونزاليس على موقع قاعدة بيانات كرة القدم.إي يو (الإنجليزية)
- كارلوس غونزاليس على موقع ناشيونال فوتبول تيمز (الإنجليزية)
- كارلوس غونزاليس على موقع Soccerway.com (الإنجليزية)